# 9052 Uhland
9052 Uhland è un asteroide della fascia principale. Scoperto nel 1991, presenta un'orbita caratterizzata da un semiasse maggiore pari a 2,4640782 UA e da un'eccentricità di 0,1854118, inclinata di 2,20560° rispetto all'eclittica.
Dal 5 ottobre all'8 dicembre 1998, quando 9349 Lucas ricevette la denominazione ufficiale, è stato l'asteroide denominato con il più alto numero ordinale. Prima della sua denominazione, il primato era di 8725 Keiko.
L'asteroide è dedicato al poeta tedesco Ludwig Uhland.